# 斑苦竹
斑苦竹（学名：Pleioblastus maculatus）为禾本科苦竹属下的一个种。生长在密丛林中或偏阴的山坡上。模式标本采自广西全县。
其种加词“maculatus”意为“有斑点、斑块、斑纹的”。